# مزايدة
مزايدة مصطلح يقصد به تجاوز الواقع باستخدام المبالغة والسخرية. تتخذ المزايدة في العموم طابعا استفزازيا. ترى بعض وجهات النظر أن كل عمل إبداعي هو نموذج للمزايدة على الواقع.